# Gueïda Fofana
Gueïda Fofana (Le Havre, 16 mei 1991) is een Frans voormalig voetballer die bij voorkeur als defensieve middenvelder speelde. Hij beëindigde in januari 2017 op 25-jarige leeftijd zijn actieve voetbalcarrière naar aanleiding van chronische enkelproblemen.

## Clubcarrière
Fofana sloot zich op twaalfjarige leeftijd aan bij de jeugdopleiding van Le Havre. Hij maakte zijn debuut voor Le Havre op 18 augustus 2009 tegen Tours. Op 31 augustus 2011 tekende hij een driejarig contract bij Olympique Lyon. Hij maakte zijn debuut voor Lyon in de Champions League op 14 september 2011, tegen Ajax.

## Interlandcarrière
Fofana kwam uit voor diverse Franse jeugdelftallen. Hij debuteerde in 2012 in Frankrijk -21.

## Trainerscarrière
Fofana werd in april 2025 aangesteld als opvolger van Yannick Ferrera bij de Brusselse voetbalclub RWDM in de Belgische Challenger Pro League. Zijn hoofddoel zal zijn om de traditieclub uit de hoofdstad opnieuw naar de Jupiler Pro League te doen promoveren.

## Erelijst
| Competitie            |                |                |                |                |
| Competitie            | Aantal         | Jaren          |                |                |
| Olympique Lyon        | Olympique Lyon | Olympique Lyon | Olympique Lyon | Olympique Lyon |
| --------------------- | -------------- | -------------- | -------------- | -------------- |
| Coupe de France       | 1x             | 2011/12        |                |                |
| Trophee des Champions | 1x             | 2012           |                |                |
| Frankrijk -19         |                |                |                |                |
| Europees kampioen -19 | 1x             | 2010           |                |                |